# Niedokrwistość syderoblastyczna
Niedokrwistość syderoblastyczna (łac. anaemia sideroblastica) – niedokrwistość spowodowana zwiększeniem liczby (najczęściej patologicznych) syderoblastów, wskutek zaburzenia aktywności hemu na skutek jego nieprawidłowej biosyntezy przez izoformę enzymu syntazę kwasu δ-aminolewulinowego (ALAS2), specyficzną dla tkanek erytroidalnych szpiku kostnego. Powoduje to zwiększone zatrzymywanie żelaza w erytroblastach, które powinno być, przy prawidłowej pracy enzymu zużyte do syntezy hemu. Często powodem nieprawidłowej pracy enzymu, jest zmniejszenie zawartości kwasu foliowego (substrat dla syntezy koenzymu ALAS - PLP) we krwi, spowodowane jego nieprawidłowym wchłanianiem lub niedoborami w diecie.
Mechanizm powstawania tej choroby nie jest jednolity, co oznacza, że zależy od kilku czynników opisanych wyżej. Czasami występuje leukopenia i małopłytkowość.
Występują niedokrwistości syderoblastyczne:
- wrodzone,
- nabyte pierwotne,
- objawowe, często towarzyszące:
  - dysplazji szpiku,
  - niedokrwistości hemolitycznej,
  - chorobie Addisona-Biermera,
  - zespołowi upośledzonego wchłaniania,
  - zatruciu ołowiem,
  - alkoholizmowi,
- także po stosowaniu pewnych leków.

Niedokrwistość syderoblastyczną leczy się poprzez podawanie kwasu foliowego, witaminy B6 lub masy erytrocytarnej.
Po kilku latach choroba może przekształcić się w białaczkę. Chorzy są także bardziej podatni na zakażenia.

## Leki mogące wywołać niedokrwistość syderoblastyczną[2]
Leki upośledzające biosyntezę hemu i gromadzenie się żelaza w mitochondriach erytroblastów na skutek zaburzenia metabolizmu witaminy B6 lub hamowania aktywności ferochelatazy mogą wywołać niedokrwistość syderoblastyczną. Przykłady takich leków:
- chloramfenikol
- cyklosferyna
- fenacetyna
- izoniazyd
- paracetamol
- penicylamina
- pirazynamid
- tiamfenikol